# اكرض (تمنارت)
اكرض هي إحدى مشيخات المملكة المغربية، تتبع جغرافيا لإقليم طاطا وإداريًا لتمنارت. يقدر عدد سكانها بـ 1346 نسمة حسب الإحصاء الرسمي للسكان والسكنى لسنة 2004.